# Principia Mathematica

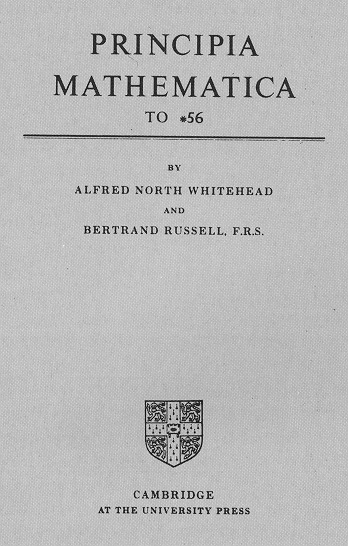
Voorblad van Principia Mathematica.

Principia Mathematica (Latijn: wiskundige grondslagen) is de titel van een driedelig werk over de grondslagen van de wiskunde, geschreven door de Britse wiskundigen en filosofen Bertrand Russell en Alfred North Whitehead. De drie delen werden gepubliceerd in 1910, 1912 en 1913. De Principia, een poging de wiskunde te funderen in de symbolische logica, vormde het hoogtepunt van het logicistische onderzoeksprogramma. Het werk geldt in de logica als het invloedrijkste na de Organon van Aristoteles.
De Principia Mathematica bevat axioma's en afleidingen van belangrijke stellingen in een formeel systeem, gebaseerd op predicatenlogica uitgebreid met Russells typentheorie. Het werk dekt de verzamelingenleer en de getaltheorie en behandelt kardinalen, ordinalen en reële getallen.
De onvolledigheid van het formele systeem van de Principia Mathematica en aanverwante systemen, aangetoond door Kurt Gödel in 1931, betekende vrijwel het einde van het logicisme: het einddoel van een volledig en bewijsbaar consistent formeel systeem dat de hele wiskunde beschrijft, bleek onmogelijk te realiseren.